# Francs
Francs é uma comuna francesa na região administrativa da Nova Aquitânia, no departamento da Gironda. Estende-se por uma área de 6,62 km². Em 2010 a comuna tinha 196 habitantes (densidade: 29,6 hab./km²).